# Бретеј (Оаза)
Бретеј (фр. Breteuil) је насељено место у Француској у региону Пикардија, у департману Оаза.
По подацима из 2011. године у општини је живело 4415 становника, а густина насељености је износила 255,65 становника/km².

## Демографија
| 1962. | 1968. | 1975. | 1982. | 1990. | 2011. |
| ----- | ----- | ----- | ----- | ----- | ----- |
| 2.748 | 3.085 | 3.531 | 3.873 | 3.879 | 4.415 |